# 島々清しゃ
『島々清しゃ』（しまじまかいしゃ）は、2017年1月21日に公開された日本映画。監督は新藤風。

## 概要
沖縄、慶良間諸島。耳が良すぎて周囲とのコミュニケーションが上手くとれない小学生の花島うみ（伊東蒼）は、コンサートのために島にやってきたヴァイオリニストの北川祐子（安藤サクラ）と出会う。
本作のタイトルは、普久原恒勇（ふくはらつねお、1932年 - ）の沖縄民謡「島々清しゃ」より。美しい自然と音楽とにより、人と人が結ばれてゆく様子を描く。

## キャスト
- 花島うみ - 伊東蒼
- 北川祐子 - 安藤サクラ
- 花島昌栄 - 金城実
- 花島さんご - 山田真歩
- 真栄田 - 渋川清彦
- 吉田妙子
- 角替和枝
- でんでん

## スタッフ
- 監督 - 新藤風
- 脚本 - 磯田健一郎
- 撮影 - 山崎裕
- 美術 - 金勝浩一
- 照明 - 山本浩資
- 録音 - 吉田憲義
- 編集 - 渡辺行夫